# خوان خوردان دي أورييس
خوان ماريا جوردان دي يوريس إي رويز دي أرنا (سرقسطة، 21 فبراير 1851 - مدريد، 11 مايو 1908) كان أرستقراطيًا وسياسيًا من أراغون، وهو يحمل لقب ماركيز آيربي الخامس.
ابن خوان نيبوموسينو جوردان دي يوريس إي سالسيدو، عند وفاة والده عام 1863 ورث لقب ماركيز آيربي بالإضافة إلى ماركيزات روبي ولييرتا، مع عظمة إسبانيا. تزوج من كارلامبيا ماريا دي بيلار مينديز دي فيغو وي أريزكون، كونتيسة سانتا كروز دي لوس مانويلس الثامنة.
درس في مدرسة السيميناريو التابعة للإسكولاپيوس في سان فرناندو في مدريد، وحصل على شهادة في الحقوق والفلسفة من جامعة مدريد وجامعة سرقسطة.
كان من أنصار استعادة حكم البوربون، وانتُخب نائبًا في الانتخابات العامة الإسبانية عامي 1876 و1879 عن دوائر ألمونيا دي دونا غودينا وسرقسطة. ثم أصبح سيناتورًا بحكم منصبه من 1887 حتى 1908، وشغل منصب نائب رئيس مجلس الشيوخ الإسباني في فترتين: 1894-1895 و1901-1903.
في 2 ديسمبر 1898، انضم كعضو أكاديمي إلى الأكاديمية الملكية للتاريخ. كما شغل منصب سفير إسبانيا في البرتغال عام 1899، وسفيرًا استثنائيًا ومفوضًا لدى الكرسي الرسولي وفي سانت بطرسبرغ. كما كان رئيس مجلس إدارة سكك حديد كانفرانك.
حصل على عدة أوسمة، منها عضوية الفرسان الملكيين في سرقسطة، وسام كالاطرافا، وقلادة والصليب الكبير لوسام كارلوس الثالث.